# Adrea Cocagi
Adrea Cocagi (República de Fiyi, 1 de marzo de 1994) es un jugador profesional fiyiano de rugby que se desempeña en la posición de centro interior en Castres Olympique, equipo perteneciente a la liga Top 14.

## Carrera
Cocagi es un jugador de formación francesa (JIFF). Comenzó su carrera deportiva con el equipo Stade Français Paris, en el cual jugó una temporada (2013-2014), después pasó a Tarbes Pyrénées rugby (2014-2016), luego a Union Sportive Arlequins Perpignanais (2016-2020), posteriormente a Castres Olympique, donde lleva jugando cuatro temporadas.